# Catedral de Mondoñedo
La Catedral de Mondoñedo és un temple catòlic situat a la vila de Mondoñedo, a la província de Lugo (Galícia). És, juntament amb la cocatedral de Ferrol, una de les seus episcopals de la diòcesi de Mondoñedo-Ferrol. Rep l'àlies de la "Catedral agenollada" per les seves perfectes proporcions i escassa altura.
Va ser declarada Monument Nacional el 1902. El papa Joan XXIII, mitjançant una butlla datada el 9 de març de 1959 la va nomenar basílica. Al seu interior hi ha el museu catedralici i diocesà "Santos San Cristóbal", fundat el 1969, que compta amb importants obres d'art religiós, sent un dels més importants de Galícia en el seu gènere.

## Orígens
A mitjan segle ix, un conjunt de monjos es va assentar al costat del Cantàbric. Alfons III d'Astúries va donar el seu beneplàcit a l'assentament configurant en certa forma la nova diòcesi. El 866, el bisbat de Lugo va cedir terrenys al nord dels seus dominis, propers al mar Cantàbric, donant origen a la diòcesi de Mondoñedo i creant-se el monestir de San Martiño de Mondoñedo com a seu d'aquesta.
A causa de la seva proximitat al mar i el perill d'incursions dels pobles nòrdics (normands i vikings), els bisbes van pensar en la necessitat de traslladar-se a terres de l'interior. Els bisbes de la seu van aconseguir l'autorització del papa i els reis de traslladar la seu de la diòcesi a l'actual Mondoñedo al voltant de l'any 1112. Llavors es va veure la necessitat de la construcció d'una nova seu catedralícia, l'actual.

## Construcció i evolució històrica

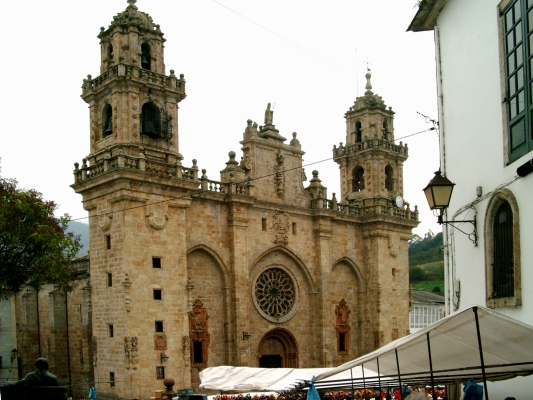
Catedral de Mondoñedo

El temple, d'estil romànic amb afegits i reformes posteriors, es va començar a construir el 1219 i el 1246 estaria avançada l'obra, encara que es va concloure durant els segles xiii i xiv. La catedral en la seva estructura inicial tenia tres absis; el major i dos menors.
La catedral actual és un edifici de tres naus, amb volta de creueria sobre arcs apuntats. La façana del temple es compon de tres grans ogives que es corresponen amb les tres naus. La façana occidental posseeix una rosassa del segle XIV de 5 metres de diàmetre amb vidrieres policromades. Està flanquejada per dues imponents torres, decorades amb motius heràldics.
A l'interior es troba el Museu d'art sacre, disposant-se les seves obres en les naus laterals del temple. El retaule major actual, obra de Fernando de Terán, és rococó, amb columnes neoclàssiques. Posseeix dos cossos, el primer amb l'Assumpció de la Verge i el segon representant el misteri de la Santíssima Trinitat.
Durant l'edat mitjana es va construir un cor de pedra que va ser substituït a principis del segle xvi per un de fusta. En aquest segle també es va construir la girola i a finals del mateix la sagristia.

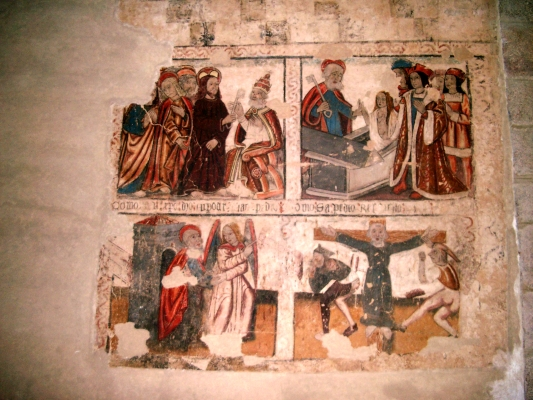
Pintures de la catedral

El claustre és del segle xvii, de planta quadrada amb arcs de mig punt i columnes dòriques. Va ser reconstruït per Diego Ibáñez Pacheco.
Al segle xviii es va remodelar la façana i s'hi van afegir les torres.

## Estils
La catedral posseeix diversos estils a causa de les successives ampliacions i reformes al llarg del temps. Va ser construïda sobre bases romàniques, encara que va sofrir ampliacions barroques.
En la porta principal i l'absis major es poden veure els seus orígens romànics. D'altra banda tant el creuer com la sagristia són d'estil gòtic, així com la rosassa de la façana occidental. Les pintures de la nau central situades sota els òrgans també s'emmarquen en el gòtic. Entre aquestes pintures cal destacar la pertanyent a l'escena del Degollament dels Innocents. El cadirat del cor, tallat en fusta de noguera, pertany igualment a aquest estil.
El claustre, reformat a principis del segle xvii és d'estil clàssic. Al centre existeix una creu gòtica, que probablement pertanyia al primitiu claustre.